# Хэй, Диана, 23-я графиня Эррол
Диана Дениз Хэй, 23-я графиня Эрролл (5 января 1926, Кения — 16 мая 1978, Обан, Шотландия) — британская дворянка и член Палаты лордов.

## Ранняя жизнь
Диана была единственным ребенком Джослина, 22-го графа Эррола (1901—1941), и его первой жены Идины Саквилл (1893—1955). Диана родилась в Кении. Их домом было бунгало на склонах хребте Абердэр, которое они назвали Слэйнс, в честь бывшего фамильного поместья клана Хэй в замке Слэйнс, которое было продано 20-м графом Эрролом в 1916 году. Бунгало было расположено рядом с высокогорными фермами, которые в то время создали другие белые кенийцы.
Когда её мать развелась с отцом в 1930 году, Диану увезли домой в Англию. Сначала ее воспитанием занимался дядя, Гербрад Саквилл, 9-й граф де Ла Варр (1900—1976), а затем её тетя, леди Эвис Эла Мюриел Саквилл, в Уилтшире.

## Карьера
Когда ее отец был убит в 1941 году, Диана Дениз Хэй унаследовала графство Эррол и титул леди Хэй, в то время как баронство Килмарнок, которое мог унаследовать только наследник мужского пола, перешло к её дяде Гилберту Бойду (1903—1975). Она также унаследовала наследственную должность лорда-верховного констебля Шотландии.
После принятия Закона о пэрах 1963 года, который позволил пэрам suo jure занимать места в Палате лордов, леди Эррол сделала это вместе с одиннадцатью другими пэрами.

## Личная жизнь
19 декабря 1946 года в церкви Святой Маргариты в Вестминстере леди Эррол вышла замуж первым браком за сэра Иэна Монкрифа, 11-го баронета Монкрифа (9 апреля 1919 — 27 февраля 1985), главу клана Монкриф и герольда при дворе лорда Лайона. У супругов было трое детей:
- Мерлин Хэй, 24-й граф Эррол (род. 20 апреля 1948), который женился на уроженке Бельгии Изабель Жаклин Лалин Астелл Хохлер в 1982 году[3]. Четверо детей
- Перегрин Дэвид Юэн Малкольм Монкриф[англ.] (род. 16 февраля 1951), который стал главой клана Монкриф и женился на Миранде Мэри Фокс-Питт в 1988 году[3]. Шесть детей
- Леди Александра Виктория Кэролайн Энн Монкриф Хэй (род. 30 июля 1955), которая вышла замуж за Джолиона Коннелла[3]. Трое детей.

Иэн Монкриф и леди Эрролл развелись в 1964 году, и 27 ноября того 1964 же года она вышла замуж за майора Рэймонда Александра Карнеги (9 июля 1920 — 6 сентября 1999) в Лонмее. Рэймонд Карнеги был внуком Чарльза Карнеги, 7-го графа Саутеска. У супругов родился один сын:
- Достопочтенный Джослин Яцек Александр Баннерман Карнеги (род. 21 ноября 1966), который женился на Сьюзен Мейри Батлер в 1990 году[3]. У него шесть детей.

Леди Эррол скончалась в 1978 году в возрасте 52 лет . Её титулы перешли к ее старшему сыну Мерлину, действующему графу Эрролу. Причина смерти никогда не была публично раскрыта.